# 凶狠圆轴蟹
凶狠圆轴蟹（学名：Cardisoma carnifex）为地蟹科圆轴蟹属的动物。分布于萨摩亚群岛、塔希提、自印度太平洋区直到东非、台湾、以及中国的海南岛等地，生活环境为海水，多见于沼泽地带的洞穴中。